# The Path of Totality
The Path of Totality is het tiende studioalbum van de nu-metalband Korn.

## Geschiedenis
Het album verscheen in Nederland op 2 december 2011. Het is het tweede album met Ray Luzier als drummer, het derde album zonder drummer David Silveria en het vierde album zonder gitarist Brian Welch. "Get Up" (een samenwerking met Skrillex) kwam op 6 mei 2011 uit als de eerste single. De bijbehorende clip kwam op 27 september 2011 uit. "Narcissistic Cannibal" (wederom werd er samengewerkt met Skrillex) kwam op 18 oktober 2011 uit als de tweede single. De bijbehorende clip kwam deze keer een paar dagen daarna uit, op 21 oktober 2011.

## Tracklist
1. Chaos Lives In Everything [met Skrillex ] - 3:47
2. Kill Mercy Within [met Noisia ] - 3:35
3. My Wall [met Excision ] - 2:55
4. Narcissistic Cannibal [met Skrillex & Kill The Noise ] - 3:11
5. Illuminati [met Excision & Downlink ] - 3:17
6. Burn The Obedient [met Noisia ] - 2:38
7. Sanctuary [met Downlink ] - 3:24
8. Let's Go [met Noisia ] - 2:41
9. Get Up [met Skrillex ] - 3:43
10. Way Too Far [met 12th Planet ] - 3:49
11. Bleeding Out [met Feed Me ] - 4:50
12. Fuels The Comedy [met Kill The Noise ] [Bonus Track Special Edition] - 2:49
13. Tension [met Excision, Datsik & Downlink ] [Bonus Track Special Edition] - 3:57

DVD KoRn Live: The Encouter [Special Edition], een 112 minuten durend concert dat op 24 juni 2010 werd gegeven in Bakersfield.

## Hitnoteringen

### NederlandseAlbum Top 100
| Hitnotering: 10-12-2011 | Hitnotering: 10-12-2011 | Hitnotering: 10-12-2011 |
| Week:                   | 1                       |                         |
| ----------------------- | ----------------------- | ----------------------- |
| Positie:                | 81                      | uit                     |

### Vlaamse Ultratop 100 Albums
| Hitnotering: 17-12-2011 | Hitnotering: 17-12-2011 | Hitnotering: 17-12-2011 |
| Week:                   | 1                       |                         |
| ----------------------- | ----------------------- | ----------------------- |
| Positie:                | 97                      | uit                     |